# Rudi Gernreich
Rudi Gernreich (Vienna, 8 agosto 1922 – Los Angeles, 21 aprile 1985) è stato uno stilista, attivista gay austriaco, naturalizzato statunitense.

## Biografia

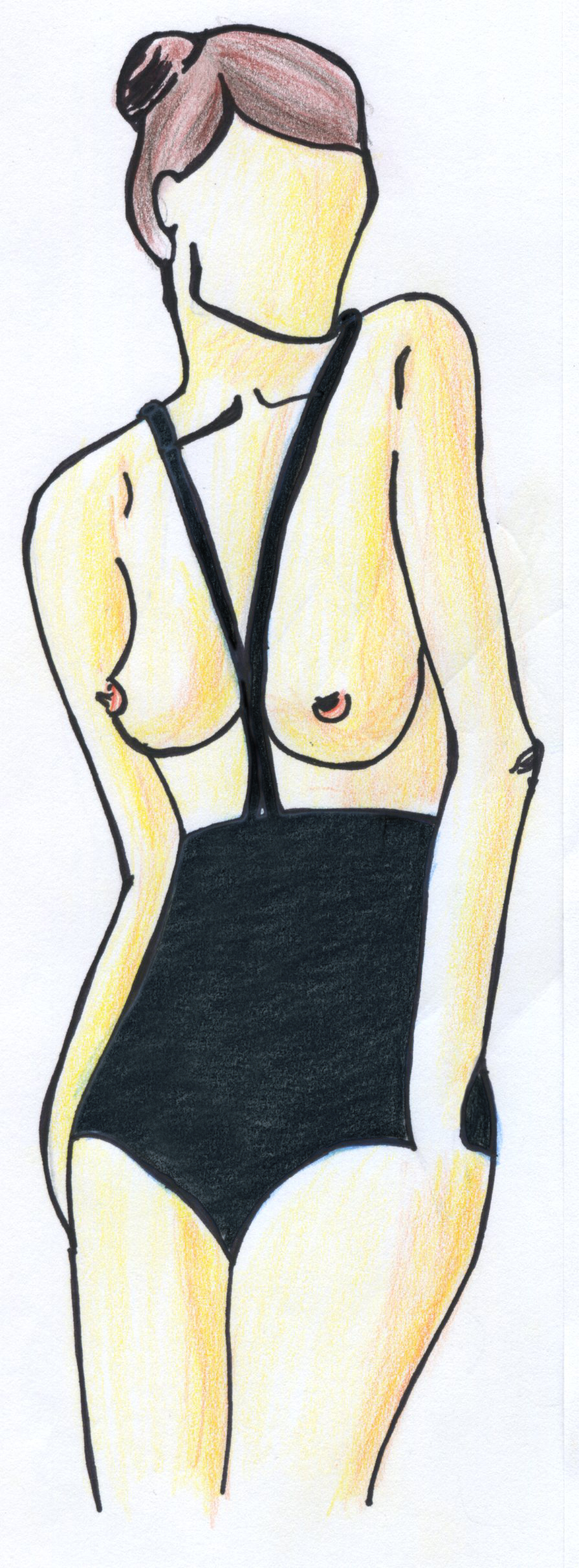
Monochini

Nasce a Vienna, ma appena sedicenne è costretto ad emigrare verso gli Stati Uniti per colpa dell'occupazione nazista dell'Austria. Trasferitosi con la famiglia a Los Angeles in California, si esibisce inizialmente come ballerino nella compagnia Lester Horton intorno al 1945.
Successivamente Gernreich preferisce spostarsi nel campo della moda e inizia una collaborazione con la modella Peggy Moffit e con il fotografo William Claxton, arrivando a spingersi oltre i confini del "look futuristico" dei primi tre decenni del XX secolo. Nel 2003 il suo lavoro fu celebrato con una mostra presso Phoenix Art Museum, durante la quale fu riconosciuto definitivamente come uno dei designer americani più originali e controversi degli anni 1950.
Gernreich è soprattutto noto per la sua progettazione dei primi topless per le innumerevoli innovazioni portate nel campo dei costumi da bagno, come i primi monokini (o topless) o come il tanga da costume da bagno. È stato un forte sostenitore dell'abbigliamento unisex, vestendo i modelli maschili e femminili con abiti identici. Fu anche il primo stilista a far uso di vinile e plastica per i suoi vestiti. Ha inoltre disegnato le divise spaziali per la base lunare per la serie televisiva Spazio 1999.
Si è impegnato anche nella creazione di nuovi modelli di reggiseni per le donne, lavorati in tessuti elastici e senza ferretti.
Gernreich fu uno dei fondatori del Mattachine Society, la prima organizzazione per i diritti degli omosessuali negli Stati Uniti. Gernreich finanziò l'organizzazione, ma preferì rimanere anonimo e non prestò mai il suo nome. Preferì essere conosciuto come "R". Uno degli altri fondatori del Mattachine Society era Harry Hay, amante proprio di Gernreich dal 1950 al 1952
Più tardi, verso la fine della sua vita, Gernreich si dedicò anche alla cucina. In particolare gli è attribuita una particolare ricetta: la zuppa con peperoni, preparata con
caviale e limone, servita fredda.

## The Temperamentals
Nel 2009 il regista Jon Marans ha ripercorso la storia della fondazione del Mattachine Society attraverso il dramma The Temperamentals. Il New York Times ha definito la rappresentazione "molto simpatica". L'opera ha vinto un Drama Desk Award per il miglior cast.

## Filmografia (parziale)
- L'indossatrice (A Life of Her Own), regia di George Cukor - per Lana Turner (1950)
- Exodus, regia di Otto Preminger - per Miss Saint (1960)